# نارایانپت
نارایانپت (به انگلیسی: Narayanpet) یک منطقهٔ مسکونی در هند است که در بخش نارایانپت واقع شده‌است. نارایانپت ۴٫۸۶ کیلومتر مربع مساحت و ۴۱٬۷۵۲ نفر جمعیت دارد. در 167 کیلومتری مرکز ایالت حیدرآباد واقع شده است.